# Celso Teixeira
Celso Luiz Teixeira (Campinas, 18 de abril de 1961) é um treinador de futebol brasileiro. Com seu estilo experiente e disciplinador, o treinador fez sua carreira em Alagoas. Atualmente comanda o Santa Cruz de Natal.

## Carreira
No entanto, nos últimos tempos vem chamando sua atenção as equipes do estado vizinho, Sergipe, dada a organização e ascensão no reconhecimento do campeonato local, o Campeonato Sergipano de Futebol de 2012. Sendo assim, no ano de 2012 passa por sua primeira experiência frente ao futebol sergipano ao comandar a equipe do Club Sportivo Sergipe. Após seu insucesso, tentou nova sorte só que desta vez com a Associação Olímpica de Itabaiana a qual conquistou o título do Campeonato Sergipano de 2012 que definiu o representante local para a Série D. Ademais, o time já possui participação garantida na próxima edição da Copa do Nordeste. e esteve anteriormente comandando o o Mixto. Em 2013 comandou o Flamengo-PI, e o  Potiguar de Mossoró. Depois de um ano desempregado acertou com o Grêmio Barueri para o restante do paulista A2 de 2015. Em maio de 2015, Celso Teixeira deixa o comando do Grêmio Barueri, ele comandou a equipe em apenas 3 jogos na Série A3 do Paulistão, sendo 1 vitória, 1 empante e 1 derrota. Após sua passagem pelo Grêmio Barueri, que durou até maio de 2015, Celso comandou no restante do ano de 2015 o Central de Caruaru na série D do Brasileirão.
Em 2016 Celso Teixeira, acerta com o Operário, ele comandará o clube sul-mato-grossense na temporada 2016.
Em 2016, Celso Teixeira foi apresentado para 2017, para treinar o Flamengo-PI.
No dia 24 de fevereiro de 2017, Celso Teixeira acertou com o CSE, clube alagoano, ele chega com a missão de fazer com que o time escape do Quadrangular da Permanência.

## Campanhas de destaque
Corinthians-AL
- Campeonato Alagoano: 2004

Coruripe-AL
- Campeonato Alagoano: 2011

Itabaiana
- Campeonato Sergipano: 2012

Potiguar de Mossoró
- Campeonato Potiguar: 2013